# Polly Maberly
Pour les articles homonymes, voir Maberly (homonymie).
Polly Maberly (Polly Lucinda Maberly) est une actrice anglaise née le 1er janvier 1976 à Reigate, dans le Surrey. 

## Biographie
Deuxième d'une famille de cinq enfants, Polly Maberly a trois frères, et une sœur plus jeune, Kate Maberly (née en 1982) actrice elle aussi. Son père est attorney.
Diplômée de la prestigieuse Royal Academy of Dramatic Art (RADA) en 1998, elle s'est fait d'abord connaître en 1995 par la série de la BBC, Orgueil et Préjugés où elle jouait Kitty Bennet. Elle apparaît dans  divers téléfilms et séries télévisées, comme The Bill, en 2002, The Royal en 2003 et Foyle's War en 2008-2010. Elle a joué au théâtre de Liverpool, en 2006, le rôle de Thea Elvsted dans Hedda Gabler d'Ibsen et en 2008 dans Drowning on Dry Land d'Alan Ayckbourn, au Salisbury Playhouse.